# Červený drak (film, 2002)
Červený drak (anglicky Red Dragon) je americko-německý kriminální thriller z roku 2002, který natočil americký režisér Brett Ratner. Vznikl podle stejnojmenné knižní předlohy amerického spisovatele a scenáristy Thomase Harrise. Jedná se o prequel filmu Mlčení jehňátek z roku 1991.

## Námět
Detektiv Will Graham vyšetřuje sérii brutálních vražd s pomocí psychiatra dr. Hannibala Lectera. Will Graham si pozdě uvědomí, že Lecter je právě ten, po kom pátrá. Když dr. Lecter skončí ve vězení, odehrají se další brutální vraždy, tentokrát masakr dvou rodin. Will Graham z FBI odešel a případ vyšetřuje Jack Crawford. Je jisté, že další vraždy na sebe nenechají dlouho čekat. Jack tedy požádá Willa o pomoc. Aby psychopata vypátrali, musí Will Graham spolupracovat s dr. Lecterem, tím ovšem riskuje bezpečnost své rodiny.

## Obsazení
| Anthony Hopkins        | dr. Hannibal Lecter                                                       |
| Edward Norton          | vyšetřovatel Will Graham                                                  |
| Ralph Fiennes          | Francis Dolarhyde, „zuboun“ a zaměstnanec firmy Chromalux                 |
| Harvey Keitel          | Jack Crawford, vyšetřovatel FBI                                           |
| Emily Watson           | Reba McClane, slepá kolegyně Francise Dolarhydea                          |
| Mary-Louise Parker     | Molly Grahamová, Willova žena                                             |
| Philip Seymour Hoffman | Freddy Lounds, novinář deníku The National Tattler                        |
| Anthony Heald          | Frederick Chilton, ředitel vězeňského zařízení, kde je uvězněn dr. Lecter |
| Ken Leung              | Lloyd Bowman, vyšetřovatel FBI                                            |
| Frankie Faison         | Barney Matthews                                                           |
| Ellen Burstyn          | Dolarhydeova babička (hlas)                                               |
| Tyler Patrick Jones    | Josh Graham, Willův syn                                                   |
| Frank Whaley           | Ralph Mandy, zaměstnanec firmy Chromalux                                  |

## Děj
Baltimore, Maryland, 1980

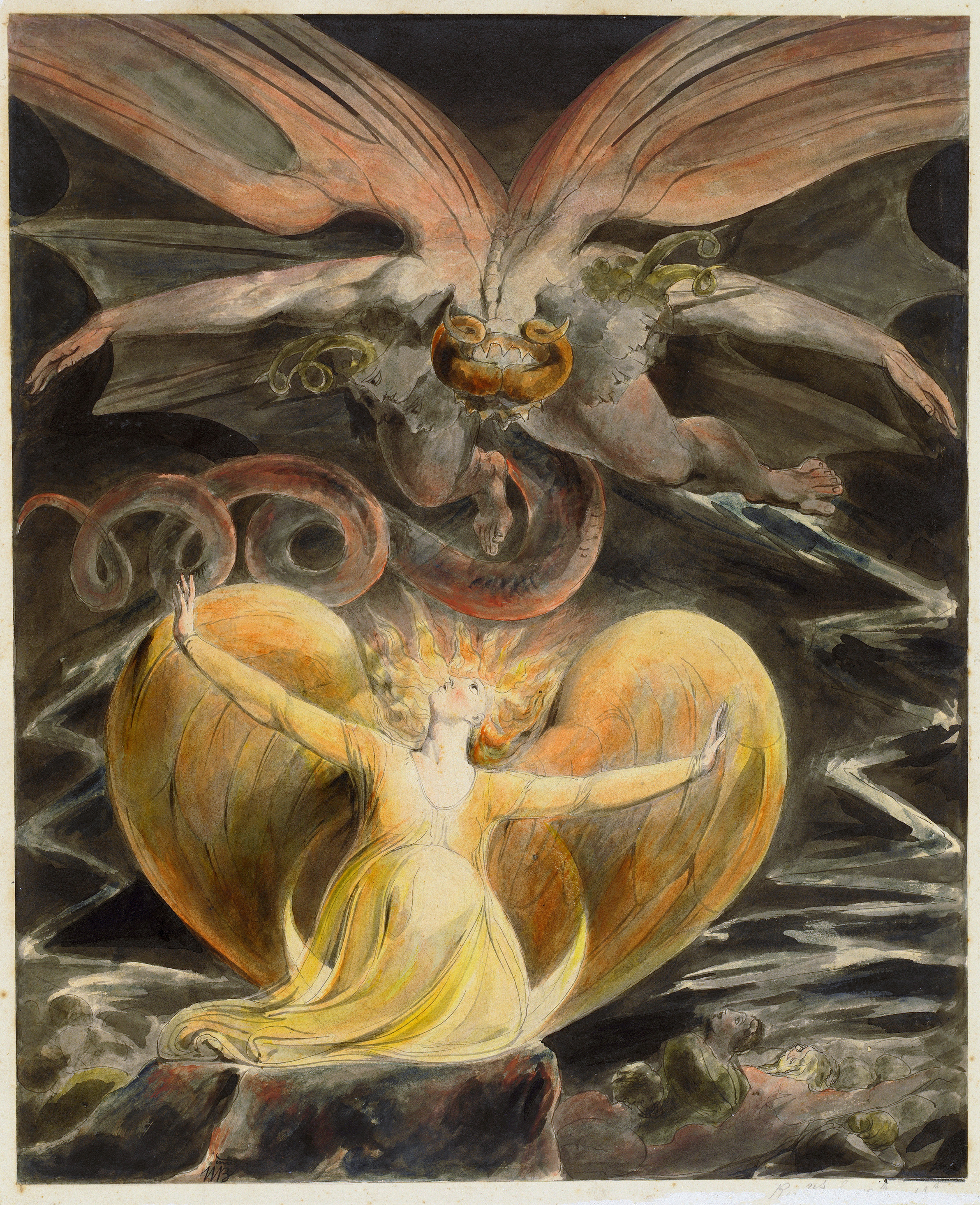
Malba Williama Blakea (1757–1827) ze série o Červeném drakovi „Velký červený drak a žena oděná Sluncem“ („The Great Red Dragon and the Woman Clothed with Sun“).

Dr. Hannibal Lecter je přítomen na koncertě Filharmonie Baltimore. Jeden flétnista poněkud kazí, což neunikne uším dr. Lectera. Upřeně jej pozoruje. Později doktor pořádá ve svém domě slavnostní večeři, na níž jsou přítomni i někteří z členů orchestru. Žena u stolu zmíní, že se pohřešuje jejich kolega. Jiná žena se táže, co jim dr. Lecter přichystal za specialitu. Psychiatr zvolí rafinovanou odpověď. Pronese, že kdyby to prozradil, zdráhala by se pokrm ochutnat, načež všem popřeje dobrou chuť.
Když je už dr. Lecter sám, navštíví jej v pozdní hodině Will Graham, vyšetřovatel FBI. Oba spolupracují na chycení sériového vraha - kanibala, jenž z obětí odebírá poživatelné části těla (játra, ledviny, jazyk, brzlík,...) a pojídá je. Dr. Lecter vypracoval psychologický profil vraha. Graham se mu svěří, co jej mate. Podle něj nejlepší soudní psychiatr (tedy Lecter) nepřišel na to, že vrah je kanibal. Když pak doktor na moment odejde, prohlíží si vyšetřovatel jeho knihovnu. Objeví zde encyklopedii gastronomie, v níž je umístěna záložka na stránce s popisem telecího brzlíku. Dojde mu, že vrahem je dr. Lecter a když se otočí, ten už stojí u něj a bodne jej. V následujícím souboji se mu podaří doktora postřelit, ačkoli je sám vážně zraněn. Událost proběhne tiskem, z jehož novinových titulků se divák dozvídá, že dr. Hannibal Lecter byl odsouzen k doživotí, zatímco agent Will Graham po prožité traumatizující zkušenosti odchází od FBI.
Marathon, Florida, o několik let později
Za Grahamem, který se věnuje rodině (své ženě Molly a synovi Joshovi) a svému koníčku přijíždí vyšetřovatel Jack Crawford. Žádá jej o pomoc při vyšetřování dalších brutálních vražd. Vrah zabil celé rodiny, neušetřil ani děti a zvířata. Will Graham i přes nesouhlas své manželky přijímá návrh, že pomůže v první fázi vyšetřování.
Dům Leedsových, Atlanta, Georgie
První vražda nastala za úplňku, druhá den před uplynutím lunárního měsíce, dá se očekávat, že psychopat zaútočí opět do uplynutí cyklu. Graham se vydá obhlédnout místo činu. Vrah překřtěný novinami na „zubouna“ (v anglickém originálu „Tooth Fairy“) rozbil v domě všechna zrcadla a střípky vložil ženským obětem do očí. Graham si diktuje postřehy do diktafonu a všimne si několika stop, které policie přehlédla. Díky jeho intuici se podaří sejmout z oka oběti část otisku. Jack Crawford mu decentně naznačí, že by mohl konzultovat své objevy s uvězněným dr. Lecterem. Graham má dilema, ale nakonec souhlasí, v sázce jsou další životy.
Vyšetřování

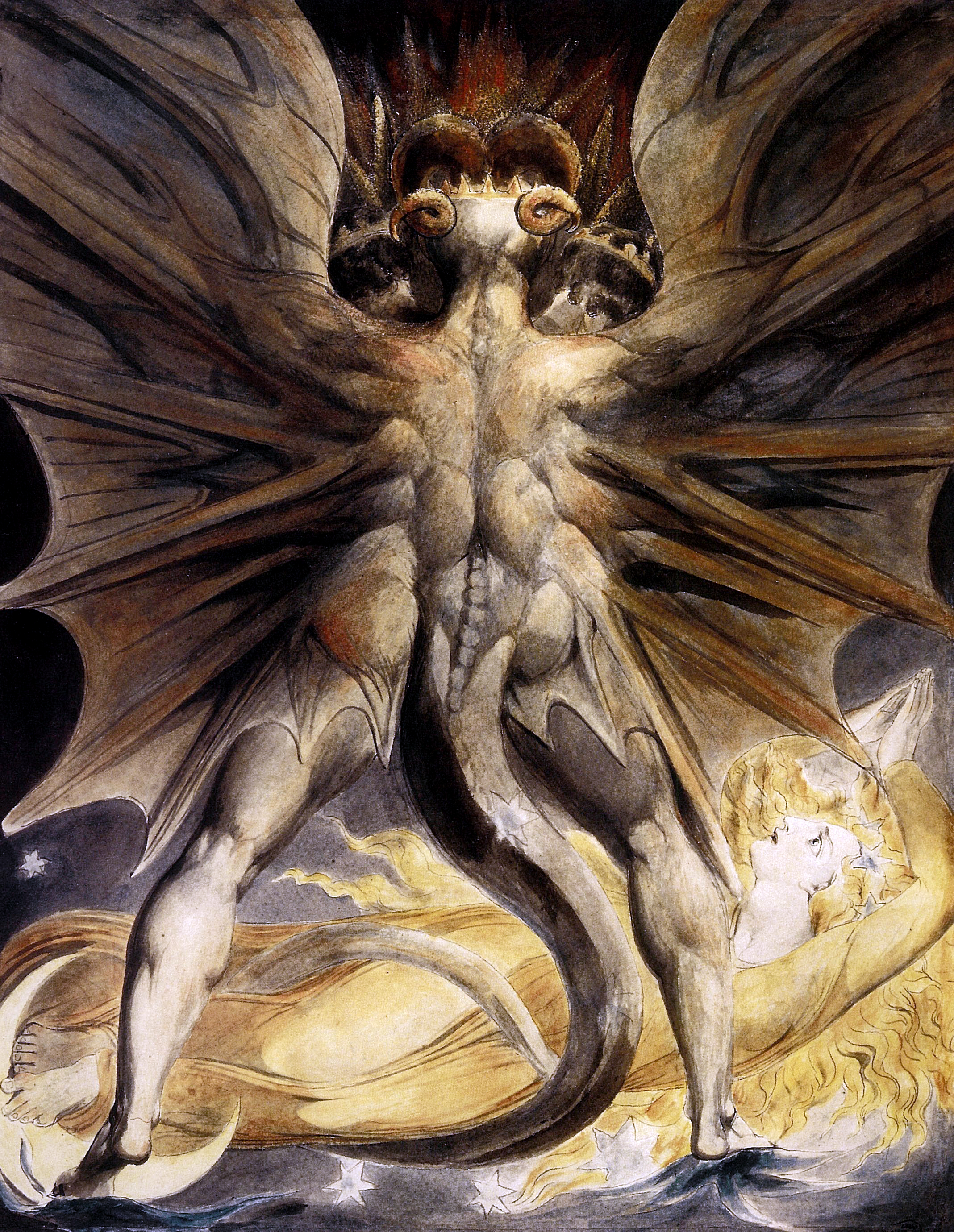
Malba Williama Blakea (1757–1827) ze série o Červeném drakovi „Velký červený drak a žena oděná Sluncem“ („The Great Red Dragon and the Woman Clothed in Sun“).

„Zubounem“ je schizofrenik jménem Francis Dolarhyde, jenž zabíjí pod vlivem „Velkého červeného draka“, své alternativní osobnosti. Jeho obsesí je malba Williama Blakea „Velký červený drak a žena oděná sluncem“ (anglicky „The Great Red Dragon and the Woman clothed with the Sun“). Věří, že každá lidská oběť, kterou „změní“ (jak vraždu nazývá) jej přiblíží drakovi. Dolarhydovo patologické chování má kořeny v dětství, kdy byl týrán a ponižován sadistickou babičkou.
Dr. Lecter poskytuje Willu Grahamovi určitá vodítka výměnou za jisté benefity, ale zůstává stále nevyzpytatelný. Hovoří o agentově strachu. Mezi Lecterem a Dolarhydem proběhla korespondence, Francis Dolarhyde si pečlivě uchovává výstřižky o Lecterově případu a obdivuje jej. Lecterovi se podaří zjistit adresu Grahamovy rodiny a předá ji „zubounovi“, policii se podaří Molly Grahamovou se synem včas evakuovat na farmu bratra Jacka Crawforda. Tam ji Will pro jistotu naučí zacházet s pistolí.
Reportér deníku The National Tattler Freddy Lounds chce exkluzivitu pro „zubounův“ příběh. Will Graham na něj nemá dobré vzpomínky, dotěrný bulvární novinář jej pronásledoval a vyfotil v nemocnici, když byl zraněn Lecterem. Teď však napadne vyšetřovatele možný pokrok v případu. Čas se krátí a tak se pokusí „zubouna“ vyprovokovat. Will Graham poskytne Loundsovi interview, v němž vraha degraduje a haní. Dolarhyde zareaguje, unese Loundse a než jej zabije, udělá mu přednášku o Velkém červeném drakovi. Laundsovo hořící tělo pak pošle na kolečkovém křesle před kancelář redakce The National Tattler.
Francis Dolarhyde se v zaměstnání (pracuje jako vedoucí technických služeb ve fotografické laboratoři firmy Chromalux) sblíží se slepou kolegyní Rebou McClane. Reba je milá a hodná dívka a plachý Dolarhyde cítí, že ji přitahuje. Chce potlačit vražedné nutkání, které mu našeptává Velký červený drak a vydá se do Brooklynského muzea, aby viděl originál Blakeovy malby. Ten na místě zkonzumuje, přičemž jeho tvář spatří dvě ženy. Dolarhyde je ale nezabije.
Will Graham dospěje k poznatku, že „zuboun“ znal interiér domů svých obětí z domácích videokazet, k nimž se mohl dostat pouze jako zaměstnanec některé laboratoře. Dolarhyde mezitím spatří Rebu se spolupracovníkem Ralphem Mandym, kterým opovrhuje. Reba s ním neflirtuje, ale Dolarhydea se citelně dotkne, když je vidí spolu. Mandyho pak zavraždí a Rebu unese k sobě domů. Je ve velkém stresu, podpálí dům a cítí nutkání Rebu zabít, ale poslední zbytky jeho lidskosti mu to nedovolí. Nedokáže ji zastřelit, slepá Reba pak uslyší výstřel a obličej jí potřísní krev. Podaří se jí dostat z hořícího domu ven, kde už přijíždí policie s Crawfordem a Grahamem.
Dům exploduje, v jeho troskách naleznou vyšetřovatelé ohořelé lidské pozůstatky a zachovalý trezor s Dolarhydovými relikviemi. Záhy zjistí, že pozůstatky nepatří „zubounovi“, ale zavražděnému Ralphu Mandymu. Francis Dolarhyde zinscenoval vlastní sebevraždu, aby dokonal pomstu detektivovi Grahamovi. Vplíží se do jeho domu na Floridě (zatímco on se ženou griluje venku) a vezme jeho syna Joshe jako rukojmí. Will Graham pozná, že je Dolarhyde uvnitř podle rozbitých zrcadel. V závěrečné konfrontaci na něj vyrukuje Graham s psychologií, osočuje jej a napadá stejnými výrazy, jako to dělala Francisova prarodička. Rozzuřený Dolarhyde odhodí chlapce bokem a v následné přestřelce utrpí oba muži zranění. Sériového vraha nakonec zastřelí Molly.
Závěrem obdrží Will Graham dopis od dr. Hannibala Lectera, v němž doktor vyjadřuje obavy, zda není detektiv „příliš ošklivý“ vzhledem k početným jizvám, které utrpěl ve službě. Nazývá se rovněž jeho dobrým přítelem.

## Citáty
Jedno nesnáším víc než soucit. Falešný soucit. (slepá Reba McClane hovoří s kolegou ze zaměstnání Francisem Dolarhydem)
Nepřitahovala jste šílence, ale muže s šílencem v zádech. (Will Graham hovoří s Rebou McClane)
Naše jizvy nám připomínají, že minulost byla skutečná. (dr. Hannibal Lecter v dopise Willu Grahamovi)

## Soundtrack
| Red Dragon: Original Motion Picture Soundtrack | Red Dragon: Original Motion Picture Soundtrack | Red Dragon: Original Motion Picture Soundtrack | Red Dragon: Original Motion Picture Soundtrack |
| Pořadí                                         | Název                                          | Hudba                                          | Délka                                          |
| ---------------------------------------------- | ---------------------------------------------- | ---------------------------------------------- | ---------------------------------------------- |
| 1.                                             | Logos                                          | Danny Elfman                                   | 0:50                                           |
| 2.                                             | The Revelation                                 | Danny Elfman                                   | 2:41                                           |
| 3.                                             | Main Titles                                    | Danny Elfman                                   | 3:00                                           |
| 4.                                             | The Cell                                       | Danny Elfman                                   | 3:27                                           |
| 5.                                             | The Old Mansion                                | Danny Elfman                                   | 4:45                                           |
| 6.                                             | The Address                                    | Danny Elfman                                   | 1:41                                           |
| 7.                                             | We're Different                                | Danny Elfman                                   | 1:26                                           |
| 8.                                             | The Note                                       | Danny Elfman                                   | 2:47                                           |
| 9.                                             | Enter the Dragon                               | Danny Elfman                                   | 5:52                                           |
| 10.                                            | Threats                                        | Danny Elfman                                   | 2:23                                           |
| 11.                                            | Tiger Balls                                    | Danny Elfman                                   | 1:32                                           |
| 12.                                            | Love on a Couch                                | Danny Elfman                                   | 5:09                                           |
| 13.                                            | Devouring the Dragon                           | Danny Elfman                                   | 3:43                                           |
| 14.                                            | The Fire                                       | Danny Elfman                                   | 4:34                                           |
| 15.                                            | The Book                                       | Danny Elfman                                   | 0:34                                           |
| 16.                                            | He's Back!                                     | Danny Elfman                                   | 6:08                                           |
| 17.                                            | End Credits Suite                              | Danny Elfman                                   | 6:45                                           |
| Celková délka:                                 | Celková délka:                                 | Celková délka:                                 | 57:10                                          |